# 17. avgust
'17. avgust je 229. dan leta (230. v prestopnih letih) v gregorijanskem koledarju. Ostaja še 136 dni.

## Dogodki
- 986 – Bitka pri Trajanovih vratih
- 1807 – Parnik Clermont je odrinil na prvo plovbo.
- 1908 – Émile Courtet je v Parizu prvič predvajal risani film Fantasmagorie.
- 1914 – belgijska prestolnica se je iz Bruslja preselila v Antwerpen.
- 1916 – Konec šeste soške ofenzive (začetek 6. avgusta 1916).
- 1918 – v Ljubljani je bil ustanovljen slovenski Narodni svet.
- 1940 – Nemčija je začela blokado Velike Britanije.
- 1942 – anglo-ameriško-sovjetska konferenca v Moskvi.
- 1943:
  - anglo-ameriške oborožene sile so zavzele Messino in s tem Sicilijo.
  - Zavezniška letala so bombardirala razvojno središče Peenemünde, kjer so razvijali rakete V-1 in V-2.
- 1944 – Ameriška vojska je zavzela Chartres in Orléans.
- 1945:
  - Indonezija je razglasila neodvisnost.
- 1950 – Zavezniki so razpustili koncern IG Farben.
- 1960 – Gabon je postal neodvisna država.
- 1988 – V letalski nesreči v Pakistanu so umrli pakistanski predsednik Mohamed Zia-ul-Haq, ameriški veleposlanik Arnold Lewis Raphel, ameriški vojaški ataše, vodja ISI-ja general Aktar Abdur Rahman in 28 drugih ljudi.
- 1991 – Posmrtne ostanke Friderika II. so prenesli iz Hechingena v Potsdam in tako natanko 205 let po smrti izpolnili njegovo oporoko.
- 1999 – Potres v severozahodni Turčiji je zahteval 17.000 žrtev.

## Rojstva
- 1153 – Vilijem IX., grof Potiersa († 1156)
- 1578 – Francesco Albani, italijanski slikar († 1660)
- 1601 – Pierre de Fermat, francoski pravnik, matematik, fizik († 1665)
- 1629 – Jan III. Sobieski, poljski kralj († 1696)
- 1686 – Nicola Antonio Giacinto Porpora, italijanski skladatelj, učitelj petja († 1768)
- 1699 – Bernard de Jussieu, francoski botanik († 1777)
- 1753 – Josef Dobrovský, češki bogoslovec, slavist, jezikoslovec († 1829)
- 1786 – 
  - Davy Crockett, ameriški lovec, stezosledec, trgovec, politik († 1836)
  - Rihard Blagaj, slovenski botanik in mecen († 1844)
- 1798 – Thomas Hodgkin, angleški zdravnik († 1866)
- 1843 – Mariano Rampolla del Tindaro, italijanski kardinal († 1913)
- 1844 – Menelik II., etiopski neguš († 1913)
- 1845 – Števan Salai, madžarski rimskokatoliški župnik in nadzornik šole v Slovenski krajini († 1913)
- 1864 – Edward Walter Eberle, ameriški admiral († 1929)
- 1876 – Dragutin Dimitrijević - Apis, srbski častnik († 1917)
- 1879 – Aleksander Iljič Dutov,  kozaški ataman in generalmajor ruske carske vojske († 1921)
- 1887 – 
  - Marcus Mosiah Garvey, afro-jamajški založnik, novinar, podjetnik, prerok, mednarodni križar črnskega nacionalizma († 1940)
  - Karel I. Habsburško-Lotarinški, avstrijski cesar († 1922)
- 1893 – 
  - Mae West, ameriška filmska igralka († 1980)
  - Walter Noddack, nemški kemik († 1960)
- 1896 – Leslie Richard Groves, ameriški general in inženir († 1970)
- 1904 – Leopold Nowak, avstrijski muzikolog († 1991)
- 1908 – Ivan Rob, slovenski pesnik, satirik († 1943)
- 1911 – Mihail Botvinik, ruski šahist († 1995)
- 1924 – Rajko Jamnik, slovenski matematik († 1983)
- 1929 – Francis Gary Powers, ameriški pilot († 1977)
- 1943 – 
  - Robert De Niro, ameriški filmski igralec
  - Jukio Kasaja, japonski smučarski skakalec
- 1944 – Rexhep Meidani, albanski politik
- 1949 – Jean-Noël Augert, francoski alpski smučar
- 1952 – 
  - Guillermo Vilas, argentinski tenisač
  - Nelson Piquet, brazilski avtomobilski dirkač, 3-kratni prvak Formule 1
  - Janez Zmazek - Žan, slovenski kitarist in pevec († 2020)
- 1953 – Herta Müller, nemška pisateljica, pesnica, esejistka, nobelovka 2009
- 1960 – Sean Penn, ameriški filmski igralec
- 1966 – Rodney Mullen, ameriški poklicni rolkar
- 1970 – Jim Courier, ameriški tenisač
- 1977 – 
  - Tarja Turunen, finska pevka
  - Thierry Henry, francoski nogometaš
- 1978 – Mehdi Baala, francoski atlet
- 1991 – Saša Golob, slovenska športna gimnastičarka
- 1992 – Miha Firšt, slovenski glasbenik

## Smrti
- 1153 – Evstahij IV., boulognski grof (* 1130)
- 1179 – Roman II., krški škof
- 1304 – cesar Go-Fukakusa, 89. japonski cesar (* 1243)
- 1338 – Nitta Jošisada, japonski vojskovodja (* 1301)
- 1673 – Regnier de Graaf, nizozemski zdravnik (* 1641)
- 1676 – Hans Jakob Christoffel von Grimmelshausen, nemški pisatelj (* 1625)
- 1786 – Friderik II. Veliki, pruski kralj (* 1712)
- 1807 – Johannes Nikolaus Tetens, nemški filozof (* 1736)
- 1850 – José de San Martín, argentinski general (* 1778)
- 1886 – Aleksander Mihajlovič Butlerov, ruski kemik (* 1828)
- 1898 – Carl Zeller, avstrijski operetni skladatelj in dirigent (* 1842)
- 1924 – Paul Gerhard Natorp, nemški filozof (* 1854)
- 1927 – Erik Ivar Fredholm, švedski matematik (* 1866)
- 1944 – Eugénio de Castro, portugalski pesnik (* 1869)
- 1947 – Princ Evgen, vojvoda Närkški (* 1865)
- 1951 – Josip Macarol, slovenski slikar (* 1871)
- 1961 – Jakob Savinšek, slovenski kipar (* 1922)
- 1969 – Ludwig Mies van der Rohe, nemško-ameriški arhitekt (* 1886)
- 1969 – Otto Stern, nemški fizik, nobelovec 1943 (* 1888)
- 1973 – Conrad Potter Aiken, ameriški pesnik (* 1889)
- 1983 – Ira Gershwin, ameriški skladatelj, tekstopisec (* 1896)
- 1987 – Rudolf Hess, nemški nacistični uradnik (* 1894)
- 1988 – Mohamed Zia-ul-Haq, pakistanski predsednik (* 1924)
- 2005 – John Norris Bahcall, ameriški astronom, astrofizik (* 1934)
- 2010 – Francesco Cossiga, italijanski politik, pravnik, pedagog (* 1928)
- 2015 – Arsen Dedić, hrvaški glasbenik (* 1938)
- 2019 – Ivan Oman, slovenski politik, poslanec in kmet (* 1929)

## Prazniki in obredi
- Slovenija – združitev prekmurskih Slovencev z matičnim narodom po prvi svetovni vojni